# Pleaux (tổng)
Tổng Pleaux là một tổng thuộc tỉnh Cantal trong vùng Auvergne-Rhône-Alpes.

## Địa lý
Tổng này được tổ chức xung quanh Pleaux ở quận Mauriac. Độ cao khu vực này dao động từ 264 m (Pleaux) đến 828 m (Sainte-Eulalie) với độ cao trung bình 652 m.

## Hành chính
| Giai đoạn | Ủy viên        | Đảng | Tư cách                                    |
| --------- | -------------- | ---- | ------------------------------------------ |
| 2001-2008 | Jean-Yves Bony | DVD  | Phó chủ tịch tổng hội đồng, Thị trưởngAlly |
| 2008-2014 | Jean-Yves Bony | UMP  | Phó chủ tịch tổng hội đồng, Thị trưởngAlly |

## Các đơn vị trực thuộc
Tổng Pleaux gồm 8 xã với dân số 3 491 người (điều tra dân số năm 1999, dân số không tính trùng)
| Xã                    | Dân số | Mã bưu chính | Mã insee |
| --------------------- | ------ | ------------ | -------- |
| Ally                  | 700    | 15700        | 15003    |
| Barriac-les-Bosquets  | 187    | 15700        | 15018    |
| Brageac               | 67     | 15700        | 15024    |
| Chaussenac            | 232    | 15700        | 15046    |
| Escorailles           | 78     | 15700        | 15064    |
| Pleaux                | 1 823  | 15700        | 15153    |
| Sainte-Eulalie        | 219    | 15140        | 15186    |
| Saint-Martin-Cantalès | 185    | 15140        | 15200    |

## Biến động dân số
| 1962                                                     | 1968  | 1975  | 1982  | 1990  | 1999  |
| -------------------------------------------------------- | ----- | ----- | ----- | ----- | ----- |
| 4 894                                                    | 5 370 | 4 852 | 4 303 | 3 862 | 3 491 |
| Nombre retenu à partir de 1962 : dân số không tính trùng |       |       |       |       |       |